# Monaster Zwiastowania w Ladach
Monaster Zwiastowania – prawosławny, pierwotnie bazyliański (unicki) klasztor w Małych Ladach (rejon smolewicki obwodu mińskiego Białorusi). W strukturach Egzarchatu Białoruskiego posiada status stauropigii.

## Historia
Bazyliański klasztor w Ladach został ufundowany przez Zawiszów w XVIII w.. Inicjatorką utworzenia wspólnoty była żona wojewody mińskiego Teresa zd. Tyszkiewicz, która miała zostać cudownie uzdrowiona przed Żyrowicką Ikoną Matki Bożej i która podarowała starszej cerkwi w Ladach jej kopię. W 1732 fundatorka zapisała wspólnocie bazyliańskiej wsie Słobodkę i Griwę, prawo bezpłatnego wyrobu chleba w młynie w Śmiłowiczach oraz 4000 złotych polskich. Dzięki kolejnym prywatnym darom klasztor rozwijał się, możliwa była rozbudowa jego zabudowań. W 1794, przy wsparciu fundatorów monasteru, w okresie, gdy jego przełożonym był Julian Szujski, wzniesiono nową murowaną cerkiew klasztorną w stylu barokowym.
Od 1809 do 1824 bazylianie prowadzili w Ladach szkołę powiatową pod nadzorem Uniwersytetu Wileńskiego. W 1811 rozpoczęto natomiast prace budowlane nad wznoszeniem nowego budynku klasztornego, jednak został on ukończony dopiero w 1850, gdy monaster w Ladach był już własnością Rosyjskiego Kościoła Prawosławnego.
Według Grzegorza Rąkowskiego klasztor bazyliański został skasowany przez władze carskie w 1834 i w wymienionym roku został przekształcony w monastyczną wspólnotę prawosławną. Źródło związane z Rosyjskim Kościołem Prawosławnym podaje, iż klasztor przeszedł na prawosławie w 1837 za zgodą miejscowych bazylianów. W wymienionym roku ze świątyni klasztornej usunięto elementy wyposażenia typowe dla kościołów katolickich (organy, ławki, ołtarze boczne), wprowadzono do użytku rosyjskie księgi liturgiczne, rozpoczęto odprawianie nabożeństw według rytu synodalnego. W 1878 przeprowadzony został gruntowny remont cerkwi klasztornej, w której wykonano nowe freski, powiększono ikonostas, wymieniono dach z kopułą. W 1900 miał miejsce kapitalny remont tej samej świątyni. Od 1856 do 1874 przełożeni klasztoru byli równocześnie rektorami seminarium duchownego w Mińsku, jednak faktyczne kierownictwo monasterem należało do wyznaczonych przez nich ekonomów.
W drugiej połowie XIX wieku i na początku XX wieku Lady były miasteczkiem i jednym z ośrodków majątku rodziny Jelskich. Miasteczko podupadło i obecnie ma status wsi o nazwie Małe Lady.
Monaster został zamknięty w latach 20. XX wieku, w czasie kampanii antyreligijnej prowadzonej przez władze bolszewickie. Mnisi zostali zmuszeni do opuszczenia obiektu, cerkiew monasterska działała jako parafialna jeszcze do 1939. W dawnym klasztorze urządzona została szkoła. W 1942, za zgodą okupacyjnych władz niemieckich, obiekt sakralny został ponownie otwarty dla wiernych, służył w nim metropolita miński Pantelejmon. W 1960 cerkiew została zamknięta ponownie, czczona w niej kopia Żyrowickiej Ikony Matki Bożej – wywieziona. Obiekt zamieniono na magazyn, wcześniej zrywając z niego typową dla architektury sakralnej rosyjskiego prawosławia kopułę. Dawna cerkiew monasterska ulegała w kolejnych latach stopniowej dewastacji.
W 1992 zniszczona cerkiew w Małych Ladach została otwarta ponownie, zaś dwa lata później Święty Synod Egzarchatu Białoruskiego reaktywował monaster, mianując jego pierwszym przełożonym archimandrytę Sofroniusza (Juszczuka).

## Architektura
Cerkiew monasterska została wzniesiona w stylu barokowym. Jest to świątynia trójnawowa, z wąskim pomieszczeniem ołtarzowym, do którego przylegają dwie zakrystie. Elewacja frontowa cerkwi dekorowana jest wolutowym szczytem. Fasada zdobiona jest pilastrami i szerokimi gzymsami. Nawę główną kryją sklepienia kolebkowe, boczne zaś – krzyżowe.
Budynek monasterski jest obiektem parterowym, na boniowanej podmurówce, zbudowanym na planie litery L, z gankami wejściowymi i barokowym frontonem zdobiącym krótsze skrzydło.